# Sinop (circonscription électorale)
Pour les articles homonymes, voir Sinop.
La circonscription électorale de Sinop correspond à la province du même nom et envoie 2 députés à la Grande assemblée nationale de Turquie.

## Composition
La circonscription de Sinop est divisée en 9 districts (ilçe). Chaque district est composé d'un chef-lieu et de municipalités (communes et villages).

## Résultats électoraux

### Élections législatives de 2018
| Partis                   | Partis                                        | Voix    | %     | Sièges | +/-           | Élus            |
| ------------------------ | --------------------------------------------- | ------- | ----- | ------ | ------------- | --------------- |
|                          | Parti de la justice et du développement (AKP) | 77 085  | 55,27 | 1      |               | Nazım Maviş     |
|                          | Parti républicain du peuple (CHP)             | 33 789  | 24,23 | 1      | en stagnation | Barış Karadeniz |
|                          | Le Bon Parti (İYİ)                            | 12 952  | 9,29  | 0      | Nv.           |                 |
|                          | Parti d'action nationaliste (MHP)             | 10 064  | 7,22  | 0      | en stagnation |                 |
|                          | Parti démocratique des peuples (HDP)          | 2 790   | 2,00  | 0      | en stagnation |                 |
|                          | Parti de la félicité (SP)                     | 1 561   | 1,12  | 0      | en stagnation |                 |
|                          | Parti patriote (VATAN)                        | 789     | 0,57  | 0      | en stagnation |                 |
|                          | Parti de la cause libre (HÜDA PAR)            | 449     | 0,32  | 0      | en stagnation |                 |
|                          |                                               |         |       |        |               |                 |
| Total                    | Total                                         | 139 479 | 100   | 2      | en stagnation | -               |
| Inscrits / participation | Inscrits / participation                      | 160 081 | 87,52 |        |               |                 |

### Élections législatives de 2023
| Partis                   | Partis                                        | Voix    | %     | Sièges | +/-           | Élus            |
| ------------------------ | --------------------------------------------- | ------- | ----- | ------ | ------------- | --------------- |
|                          | Parti de la justice et du développement (AKP) | 64 032  | 42,75 | 1      | en stagnation | Nazım Maviş     |
|                          | Parti républicain du peuple (CHP)             | 38 493  | 25,70 | 1      | en stagnation | Barış Karadeniz |
|                          | Le Bon Parti (İYİ)                            | 14 099  | 9,41  | 0      | en stagnation |                 |
|                          | Parti d'action nationaliste (MHP)             | 13 703  | 8,72  | 0      | en stagnation |                 |
|                          | Parti de la grande unité (BBP)                | 6 592   | 4,40  | 0      | en stagnation |                 |
|                          | Nouveau parti de la prospérité (YRP)          | 3 363   | 2,25  | 0      | Nv.           |                 |
|                          | Parti de la victoire (ZP)                     | 2 230   | 1,49  | 0      | Nv.           |                 |
|                          | Parti de la patrie (M)                        | 1 408   | 0,94  | 0      | Nv.           |                 |
|                          | Parti des travailleurs de Turquie (TIP)       | 1 258   | 0,84  | 0      | en stagnation |                 |
|                          | Parti de la gauche verte (YSP)                | 992     | 0,66  | 0      | en stagnation |                 |
|                          | Parti de la justice (AP)                      | 972     | 0,65  | 0      | Nv.           |                 |
|                          | Parti des droits et libertés (HAK)            | 454     | 0,30  | 0      | en stagnation |                 |
|                          | Parti de la mère patrie (ANAP)                | 442     | 0,30  | 0      | en stagnation |                 |
|                          | Parti jeune (GP)                              | 247     | 0,16  | 0      | en stagnation |                 |
|                          | Parti de libération du peuple (HKP)           | 239     | 0,16  | 0      | en stagnation |                 |
|                          | Parti de la nation (MP)                       | 233     | 0,16  | 0      | en stagnation |                 |
|                          | Parti patriote (VATAN)                        | 228     | 0,15  | 0      | en stagnation |                 |
|                          | Parti communiste de Turquie (TKP)             | 226     | 0,15  | 0      | en stagnation |                 |
|                          | Parti de l'innovation (YP)                    | 193     | 0,13  | 0      | Nv.           |                 |
|                          | Parti de l'union du pouvoir (GBP)             | 158     | 0,11  | 0      | Nv.           |                 |
|                          | Parti de gauche (SOL)                         | 117     | 0,08  | 0      | en stagnation |                 |
|                          | Mouvement communiste (TKH)                    | 108     | 0,07  | 0      | Nv.           |                 |
|                          | Parti de la justice et de l'unité (AB)        | 7       | 0,00  | 0      | Nv.           |                 |
|                          | Parti de la route nationale (MYP)             | 1       | 0,00  | 0      | Nv.           |                 |
|                          |                                               |         |       |        |               |                 |
| Total                    | Total                                         | 149 795 | 100   | 2      | en stagnation | -               |
| Inscrits / participation | Inscrits / participation                      | 171 843 | 87,78 |        |               |                 |